# Sagaranten (Sagaranten)
Sagaranten is een bestuurslaag in het regentschap Sukabumi van de provincie West-Java, Indonesië. Sagaranten telt 4838 inwoners (volkstelling 2010).